# Sự biến Huyền Vũ môn

Đường Cao Tổ

Sự biến Huyền Vũ môn (chữ Hán: 玄武門之變; Hán Việt: Huyền Vũ môn chi biến) là một cuộc chính biến diễn ra vào ngày 2 tháng 7 năm 626, tại cửa Huyền Vũ, cung Thái Cực, kinh thành Trường An của nhà Đường. Cuộc chính biến này do Tần vương Lý Thế Dân, con trai thứ hai của Đường Cao Tổ, phát động nhằm giành quyền kế vị từ tay anh trai là thái tử Lý Kiến Thành.
Năm 618, Lý Uyên diệt nhà Tùy, lập ra nhà Đường. Trong cuộc chiến tranh thống nhất, Lý Thế Dân chinh chiến khắp nơi, lập nhiều chiến công, không chỉ nâng cao uy tín cá nhân mà còn chiêu mộ được nhiều nhân tài. Tuy vậy, ông không được vua cha lập làm thái tử, mà vị trí này thuộc về anh cả Lý Kiến Thành. Sự ganh đua giữa hai anh em dần leo thang khi Lý Kiến Thành và em út là Tề vương Lý Nguyên Cát hợp lực chống lại Lý Thế Dân, đe dọa trực tiếp đến vị thế và sinh mệnh của ông. Nhận thấy nguy cơ, Lý Thế Dân quyết định ra tay trước để bảo vệ quyền lực của mình.
Vào sáng ngày 2 tháng 7 năm 626, Lý Thế Dân tổ chức một cuộc phục kích tại Huyền Vũ Môn. Lý Thế Dân tự tay bắn chết anh trai Lý Kiến Thành, trong khi Uất Trì Kính Đức, một trong những cận vệ trung thành của ông, bắn chết Lý Nguyên Cát. Sau đó, con cái của hai người này cũng bị giết hại để diệt trừ hậu họa. Ngay sau đó, Tần vương buộc Đường Cao Tổ phải lập mình làm thái tử và nắm giữ quyền lực quân sự tại kinh đô. Hai tháng sau, vào ngày 4 tháng 9 năm 626, Đường Cao Tổ buộc phải thoái vị, nhường ngôi cho Lý Thế Dân, tức Đường Thái Tông.

## Nguyên nhân
Lý Thế Dân trong giai đoạn nhà Đường quật khởi và thống nhất đất nước đã tham gia nhiều trận đánh quan trọng và lập nhiều chiến công lẫy lừng trên chiến trường, đồng thời chiêu mộ được nhiều người tài về dưới trướng mình. Những người này đều cho rằng Lý Thế Dân có công lao lớn với triều Đường nên xứng đáng ở vào ngôi vị cao hơn, ra sức khuyến khích Lý Thế Dân tranh ngôi thái tử. Tuy nhiên theo lệ cũ thì thái tử không nhất thiết phải đích thân lãnh binh, lập nhiều công trạng; làm thái tử quan trọng nhất là danh chính ngôn thuận và có năng lực chính trị tốt. Lý Kiến Thành là con trưởng nên được chọn làm thái tử từ đầu, được Đường Cao Tổ chuyên tâm bồi dưỡng đạo trị quốc trong khi Lý Thế Dân còn đang nam chinh bắc chiến, có đóng góp không nhỏ trong việc xử lý chính sự, định ra luật pháp, chiêu an dân chúng, khuyến khích sản xuất, đảm bảo cung cấp đầy đủ binh lương cho chiến trường và cũng chưa có sai phạm gì lớn. Đường Cao Tổ cảm kích công lao của Lý Thế Dân, phong Lý Thế Dân làm Thiên Sách Thượng tướng, ban cho nhiều đặc quyền, nhưng trước sau chưa từng tỏ ý muốn thay thái tử. Mâu thuẫn bùng nổ từ đây: Lý Thế Dân ra sức chiêu mộ người tài, xây dựng thế lực riêng, còn Lý Kiến Thành cũng cảm thấy Lý Thế Dân có ý đe dọa đến ngôi thái tử của mình nên tìm mọi cách tranh thủ sự ủng hộ của người em thứ ba là Lý Nguyên Cát cùng với một số phi tần và đại thần của Đường Cao Tổ, ý đồ hạ thấp uy tín, tước dần quyền lực và tiến tới làm suy yếu hoàn toàn vây cánh của Lý Thế Dân, khiến Lý Thế Dân không còn đủ thực lực đe dọa ngôi vị của mình nữa.
Khi cuộc tranh đấu giữa hai người đến hồi cao trào, Lý Kiến Thành đã khuyên Đường Cao Tổ cô lập Lý Thế Dân bằng cách điều đi xa hoặc là xử tội chết những văn thần võ tướng trong phủ Tần Vương. Danh tướng Trình Giảo Kim bị điều ra ngoài làm thứ sử, Phòng Huyền Linh và Đỗ Như Hối bị điều ra khỏi phủ Tần Vương, còn Uất Trì Kính Đức suýt nữa bị Lý Uyên xử tội chết. Năm 626 khi Đông Đột Quyết xâm phạm lãnh thổ, Đường Cao Tổ đã nghe lời Lý Kiến Thành cử Lý Nguyên Cát lãnh binh thay Lý Thế Dân kháng địch, lại mang theo nhiều binh tướng cũ của Lý Thế Dân. Lúc đó trong phủ Tần Vương, mọi người đều tự cảm nhận được sự nguy hiểm, dồn dập khuyên Lý Thế Dân nên có sự chuẩn bị sớm để tránh bị hại.

## Diễn biến
Theo kế của các thủ hạ là Trưởng Tôn Vô Kỵ, Phòng Huyền Linh và Đỗ Như Hối, Lý Thế Dân quyết định ra tay trước. Đầu tiên Lý Thế Dân dâng sớ tố giác Lý Kiến Thành và Lý Nguyên Cát thông gian với hai phi tần của Đường Cao Tổ là Doãn Đức phi và Trương Tiệp dư, khiến Đường Cao Tổ tức tốc hạ chỉ triệu Lý Kiến Thành và Lý Nguyên Cát vào cung trần tình xem ai phải ai trái. Lý Thế Dân bí mật sai Tần Thúc Bảo và Uất Trì Kính Đức dẫn phục binh mai phục ở cửa Huyền Vũ, Thái tử và Tề vương đến cửa Huyền Vũ thì giết chết. Đây là một vết đen trong đời Thế Dân, chẳng những anh và em ông bị giết, mà theo lệ, năm người con trai của Kiến Thành và năm người con trai của Nguyên Cát cũng bị hành hình, sợ họ sẽ trả thù cha.
Đường Cao Tổ sửng sốt trước sự biến, nhưng trước việc đã rồi, ông không thể trị tội nốt Thế Dân vì Thế Dân là con trai duy nhất của Đậu hoàng hậu còn sống sót, cũng là người duy nhất có tư cách thừa kế ngôi vị, hơn nữa bản thân Thế Dân có công chinh chiến bốn phương để dựng lên cơ nghiệp nhà Đường. Vì thế Đường Cao Tổ đã phong Lý Thế Dân làm Thái tử, hai tháng sau thì nhường ngôi, lên làm Thái thượng hoàng, sống an nhàn tới cuối đời (mất năm 635).
Sau này, một ông vua khác cũng họ Lý giống ông nhưng ở nước Đại Việt là Lý Phật Mã (Tức Lý Thái Tông, cũng là vị hoàng đế thứ hai của triều Lý giống Đường Thái Tông) cũng phải trải qua việc huynh đệ tương tàn mới được lên ngôi giống ông (Trải qua Loạn Tam Vương ở Đại Việt năm 1028)